# Cordagalma cordiformis
Cordagalma cordiformis är en nässeldjursart som beskrevs av Totton 1932. Cordagalma cordiformis ingår i släktet Cordagalma och familjen Agalmatidae. Inga underarter finns listade i Catalogue of Life.